# Tempio di Garni
Il tempio di Garni (in armeno Գառնու տաճար?, Gaṙnu tačar, ˈgɑrnu ˈtɑtʃɑʁ) è il solo tempio Greco-Romano colonnato rimasto in Armenia. Realizzato in stile ionico e situato nel villaggio di Garni è la struttura e simbolo più conosciuto dell'Armenia pre-cristiana.
L'edificio fu probabilmente fatto costruire da re Tiridate I nel I secolo d.C. in onore al dio del sole Mihr. In seguito alla conversione dell'Armenia al cristianesimo all'inizio del IV secolo venne convertito in una residenza estiva per Khosrovidukht, sorella di Tiridate III. Secondo alcuni studiosi non era un tempio, ma una tomba e per questo sopravvisse alla distruzione delle strutture pagane. Crollò nel terremoto del 1679. L'interesse rinnovato nel XIX secolo portò agli scavi del sito e alla sua ricostruzione tra il 1969 e il 1975. È una delle principali attrazioni turistiche dell'Armenia e il santuario centrale del neopaganesimo armeno.

## Posizione
Il tempio è situato sull'orlo di una scogliera triangolare che sovrasta il burrone del fiume Azat e le montagne di Gegham e fa parte della fortezza di Garni. una delle più antiche fortezze armene. è menzionato come Gorneas negli Annales di Tacito del I secolo. La fortezza fu strategicamente significativa per la difesa delle principali città della piana dell'Ararat.

## Storia

### Fondazione

#### Opinione maggioritaria
La data precisa di costruzione del tempio è sconosciuta e soggetta a dibattito. L'opinione maggioritaria è che sia stato costruito nel 77 d.C. durante il regno di Tiridate I. Questa data è stata calcolata sulla base di un'iscrizione in greco antico, scoperto dall'artista Martiros Saryan nel 1945 su un muro della fortezza, che nomina Tiridate il Sole (Helios) come fondatore del tempio. L'iscrizione è danneggiata e varie letture sono possibili. James R. Russell cita come lettura più ragionevole Ashot G. Abrahamian:
Un'altra lettura, fatta da Poghos Ananian e citata da Vrej Nersessian è:
La maggior parte degli studiosi attribuisce l'iscrizione a Tiridate I e poiché questa dice che il tempio fu costruito nell'undicesimo anno del suo regno, si ritiene che sia stato completato nel 77 d.C. La data è legata principalmente alla visita di Tiridate I a Roma nel 66 d.C., dove fu incoronato dall'imperatore Nerone. Per ricostruire la città di Artaxata, distrutta dal generale Romano Gnaeus Domitius Corbulo, Nerone diede a Tiridate 50 milioni di dracme e fornì artigiani Romani. Al suo ritorno in Armenia Tiridate iniziò un grande progetto di costruzioni, inclusa la ricostruzione della città fortificata di Garni. È in questo periodo che si ritiene che il tempio sia stato costruito.
Si pensa che il tempio sia stato dedicato a Mihr, il dio del sole della mitologia armena, influenzata dal Zoroastrianismo ed equivalente a Mithra. Tiridate, come altri monarchi armeni, considerava Mihr come patrono. Alcuni studiosi hanno sostenuto che nel contesto storico nel quale il tempio fu eretto, ciò al ritorno da Roma come re, è naturale che Tiridate dedicasse il tempio al suo dio patrono. Inoltre sono stati scoperti sculture in marmo bianco di zoccoli di toro a circa 20 metri dal tempio, che potrebbero essere i resti di una scultura del dio Mihr, che veniva spesso ritratto in lotta con un toro.

#### Teorie alternative
Arshak Fetvadjian descrive il tempio come un "edificio di stile romano per il culto panteistico degli idoli popolari ai giorni della dinastia degli Arsacidi."
Come riportato da Kamilla Trever in 1950,
Secondo una diversa interpretazione di Kamilla Trever la letteratura esistente e le monete coniate all'epoca, l'erezione del tempio iniziò nel 115 d.C. Il motivo per la sua costruzione sarebbe stata la dichiarazione dell'Armenia come provincia romana e il tempio avrebbe ospitato l'effige imperiale di Traiano.
Una teoria alternativa proposta da Richard Denys Wilkinson nel 1982 suggerisce che l'edificio sia una tomba, probabilmente costruita nel 175. Questa teoria si basa sul confronto con gli edifici greco-romani dell'Asia Minore occidentale (per esempio il Tempio delle Nereidi, il Mausoleo a Belevi, il Mausoleo di Alicarnasso), la scoperta di tombe nelle vicinanze che risalgono a quell'epoca e il ritrovamento di alcuni marmi nello stile dei sarcofaghi asiatici. Wilkinson inoltre afferma che non ci sono prove dirette che colleghino il tempio al mitraismo o a Mihr e che le iscrizioni greche probabilmente si riferiscono a una fortezza precedente eretta sul sito e non alla struttura colonnata. Nota inoltre che è improbabile che un tempio pagano sia sopravvissuto alle distruzioni avvenute nel periodo della conversione al cristianesimo nel IV secolo, mentre tutti gli altri templi furono distrutti. Wilkinson suggerisce che la struttura possa essere stata una tomba eretta in onore di uno dei re romanizzati dell'Armenia della fine del II secolo.
James R. Russell ritiene che non ci siano prove che la struttura sia un tempio di Mihr ed è scettico sul fatto che le iscrizioni si riferiscano ad essa.

### Periodo cristiano
All'inizio del IV secolo, quando il re armeno Tiridate III adottò il cristianesimo come religione di stato, praticamente tutti i luoghi di adorazione pagani furono distrutti. Il tempio di Garni è la sola struttura pagana, ellenistica, e greco-romano ad essere sopravvissuta alla distruzione. Rimane sconosciuto il motivo, ma il filosofo Grigor Tananyan propone che il suo status di "capolavoro d'arte" potrebbe averlo salvato dalla distruzione. Suggerisce che il tempio era percepito come la "quintessenza di un'intera cultura." Robert H. Hewsen suggerisce che non venne distrutto perché non era un tempio, ma una tomba di un re di Armenia nominato dai Romani. Nota inoltre che nel settimo secolo venne costruita una chiesa al suo fianco e non al suo posto.
Secondo Movses Khorenatsi una residenza estiva fu fatta costruire all'interno della fortezza per Khosrovidukht, la sorella di Tiridate III. Per questo motivo furono fatte alcune modifiche al tempio. L'altare sacrificale all'esterno del tempio e la statua di venerazione nella cella furono rimosse. L'apertura nel tetto fu chiusa. La struttura di pietra per rimuovere l'acqua dal tetto fu anch'essa rimossa, mentre l'entrata del tempio fu modificata.
Sui muri del tempio c'è una serie di graffiti in arabo, datati al IX-X secolo. Sul muro dell'ingresso del tempio c'è un'iscrizione in armeno datata 1291 e lasciata dalla principessa Khoshak of Garni, nipote di Ivane Zakarian, della famiglia zakaride, comandante delle forze georgiane-armene all'inizio del XIII secolo, e da Amir Zakare, figlio di Khoshak. Racconta dell'esenzione della popolazione di Garni da tasse in forma di vino, capre e pecore.

### Crollo
Tutte le colonne del tempio collassarono in seguito a un devastante terremoto il 4 luglio 1679, il cui epicentro si ritiene sia stato localizzato nella gola di Garni La maggior parte dei blocchi rimasero sparsi sul sito e fu possibile ricostruirlo alla fine degli anni 1960 riutilizzando fino all'80% del materiale originale.
Viene citato da viaggiatori europei già all'inizio del XVII secolo. Jean Chardin, che visitò l'Armenia prima del terremoto, e James Morier lo descrivono scorrettamente senza averlo visto di persona attraverso il racconto di informatori locali. Secondo il resoconto della visita di Robert Ker Porter i locali lo chiamavano Takht-i Tiridates ("Trono di Tiridate""). Ker Porter lo descrive come: "una confusa pila di bei frammenti, colonne, architravi, capitelli, fregi, tutti mischiati insieme in disordine." Un altro europeo che visità e documentò le rovine fu Dubois de Montpereux, che chiamò la fortezza "Takh Terdat". Nel suo libro del 1839 propose un piano di ricostruzione.

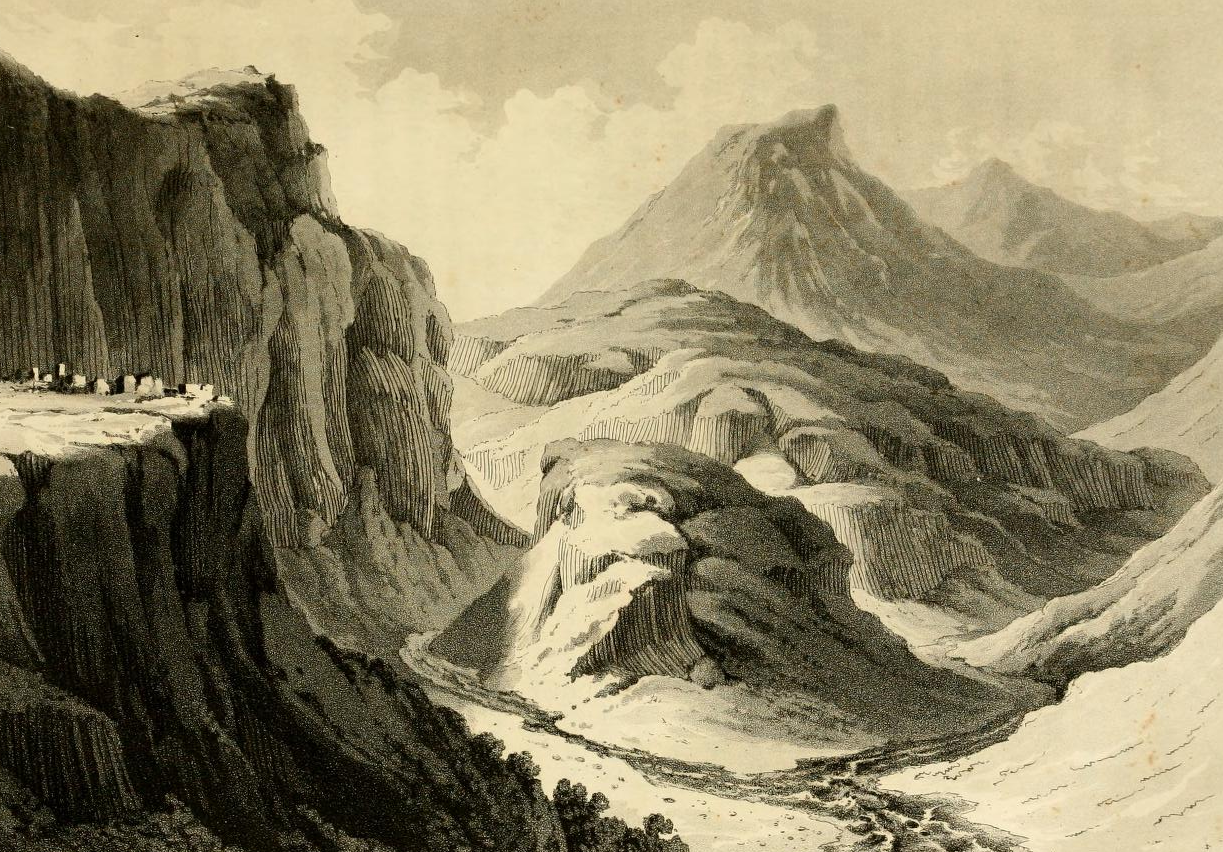
Disegno di Robert Ker Porter della Gola di Garni (pubblicato nel 1821).
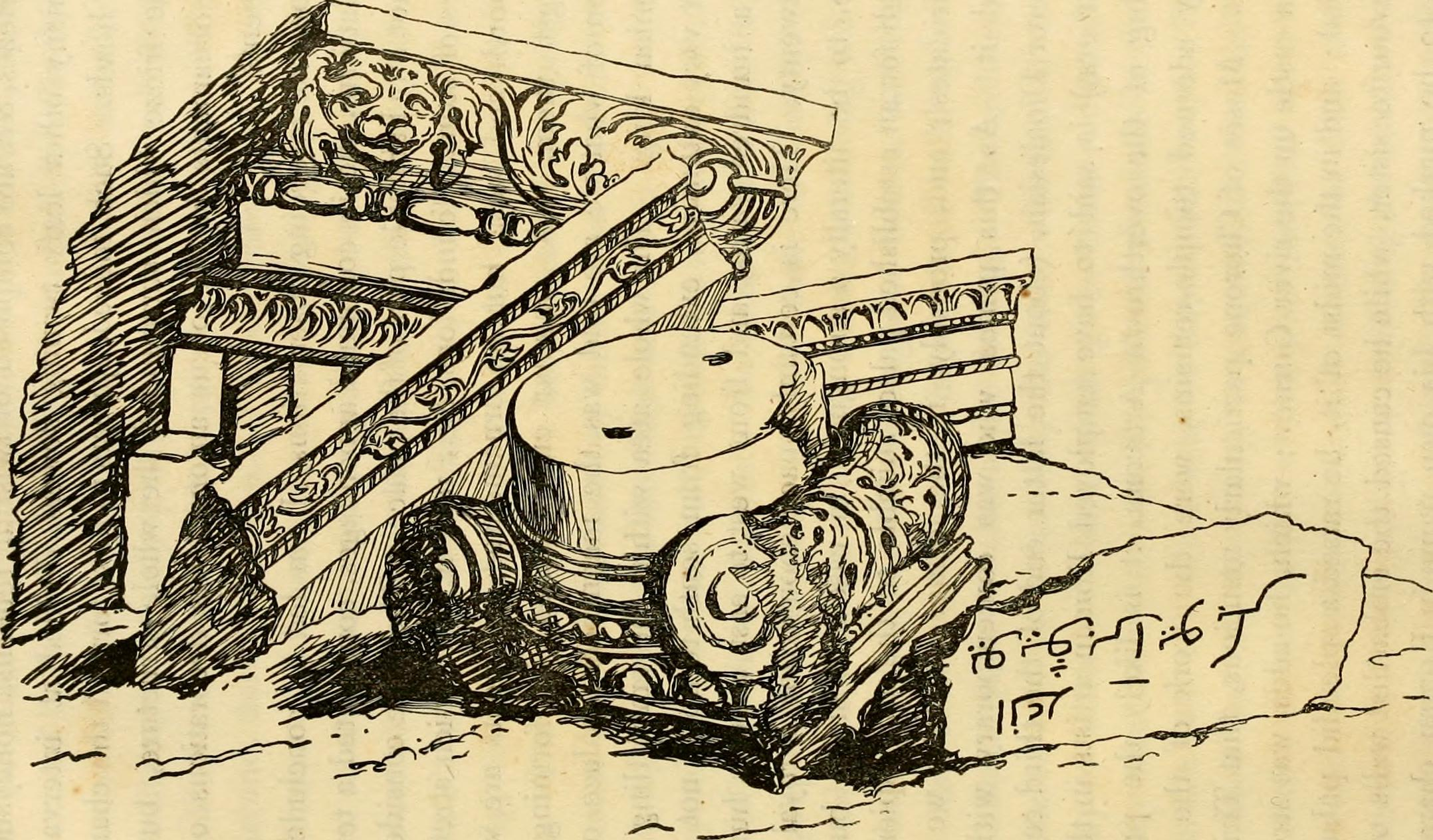
Disegni di Porter delle rovine del tempio,
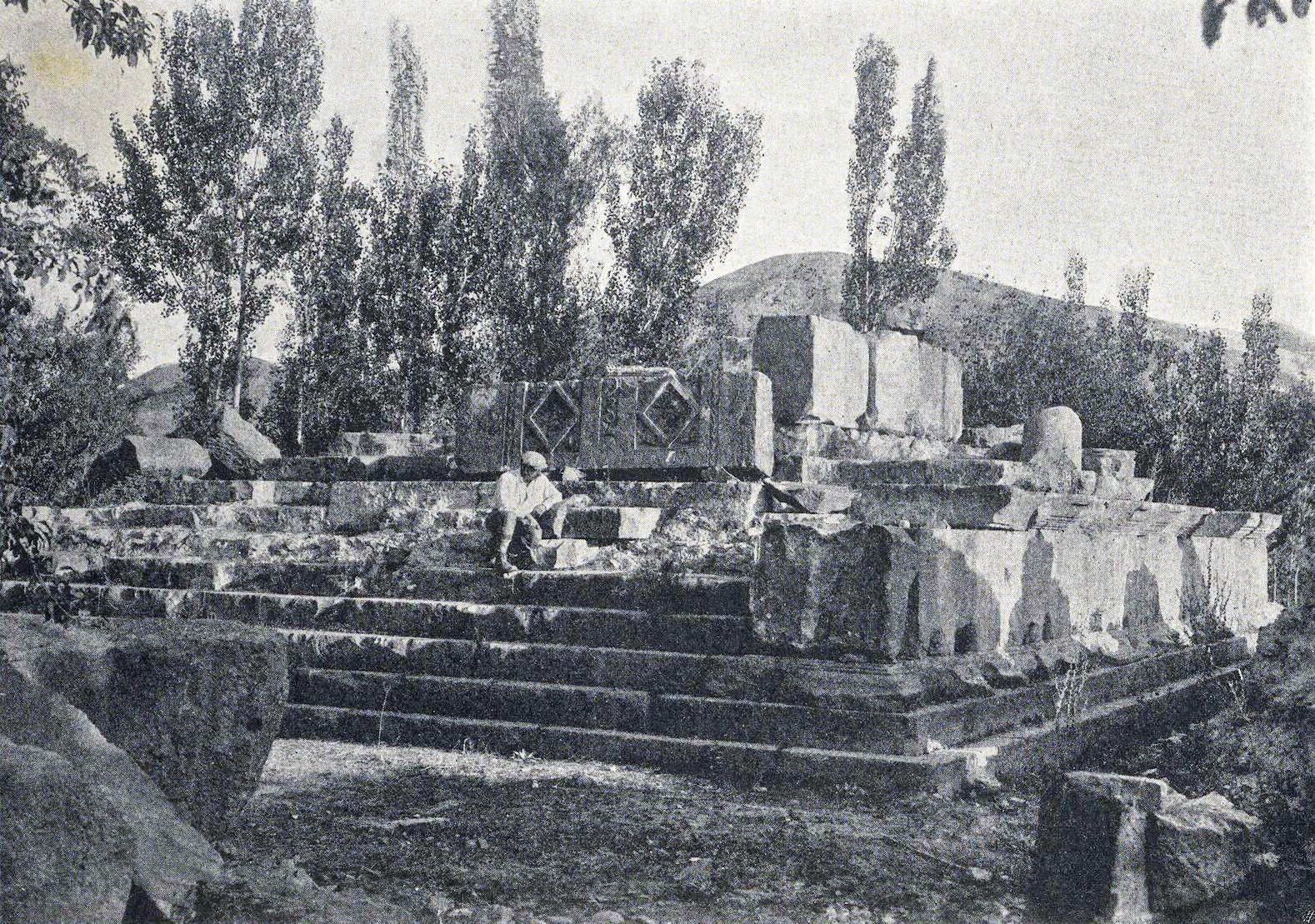
Le rovine del tempio all'inizio del XX secolo (pubblicato nel 1918)
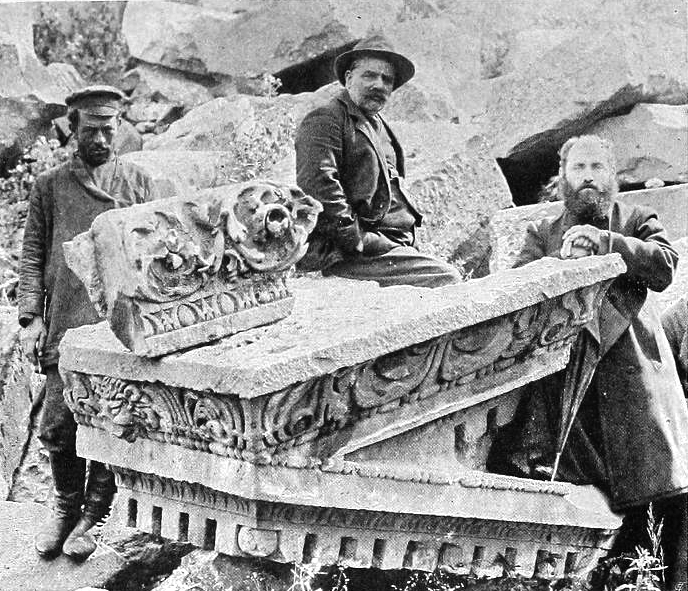
Toros Toramanian seduto su un frammento del frontone

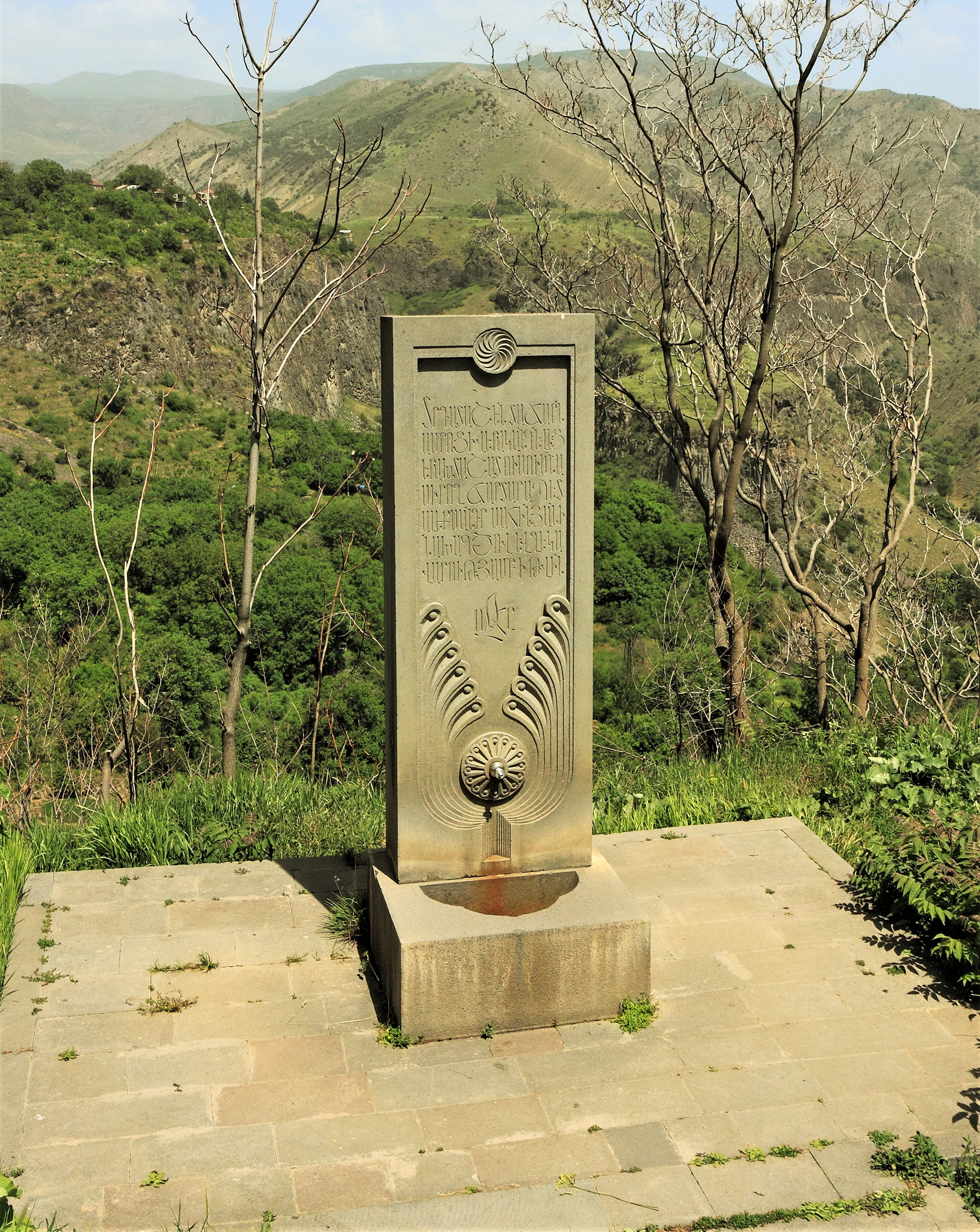
Una fontana dedicata alla ricostruzione di Sahinian (1978)

### Ricostruzione
La prima proposta nota di ricostruire il tempio fu fatta dall'archeologo Aleksey Uvarov al quinto Congresso di archeologia russa nel 1880. Propose di spostare le pietre a Tbilisi in Georgia e ricostruirlo lì secondo il piano di de Montpereux. Lori Khatchadourian suggerì che il piano "avrebbe potuto essere considerato come un piano di cooptare il passato romano dell'Armenia per la gloria della Russia, attraverso la rilocazione del suo più iconico monumento nel più vicino centro amministrativo." Il governatore di Erivan non realizzò il piano, citando difficoltà tecniche.
Nelle decadi successive altri studiosi, come Nikoghayos Buniatian, Babken Arakelyan e Nikolay Tokarsky studiarono il tempio. Nel 1909-1911 durante uno scavo condotto da Nicholas Marr, le rovine del tempio furono liberate. Buniatian cercò di ricostruire il tempio negli anni 1930.
Nel 1949 l'Accademia nazionale delle scienze armena iniziò una serie importante di scavi sul sito della fortezza di Garni, condotti da Babken Arakelyan. Lo storico dell'architettura Alexander Sahinian si concentrò sul tempio. Fu solo circa vent'anni dopo che il 10 dicembre 1968 il governo armeno sovietico approvò il piano di ricostruzione del tempio. Un gruppo condotto da Sahinian iniziò i lavori nel gennaio 1969. L'opera fu completata nel 1975, circa 300 anni dopo il sisma del 1679 che l'aveva distrutto. Il tempio fu quasi completamente ricostruito usando le pietre originali, eccetto per quelle mancanti per le quali si usarono pietre bianche che fossero facilmente riconoscibili. Nel 1978 fu eretto un monumento a Sahinian nelle vicinanze del tempio.

## Architettura

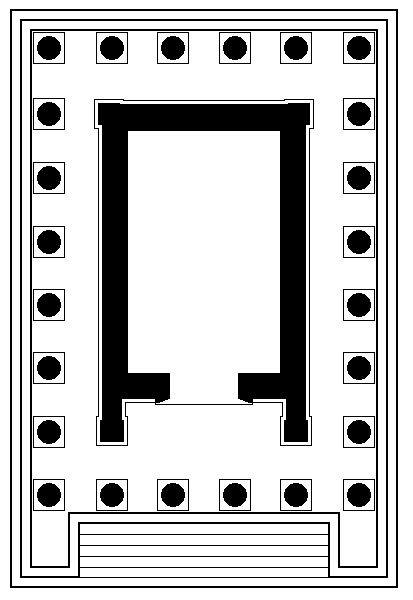
Pianta
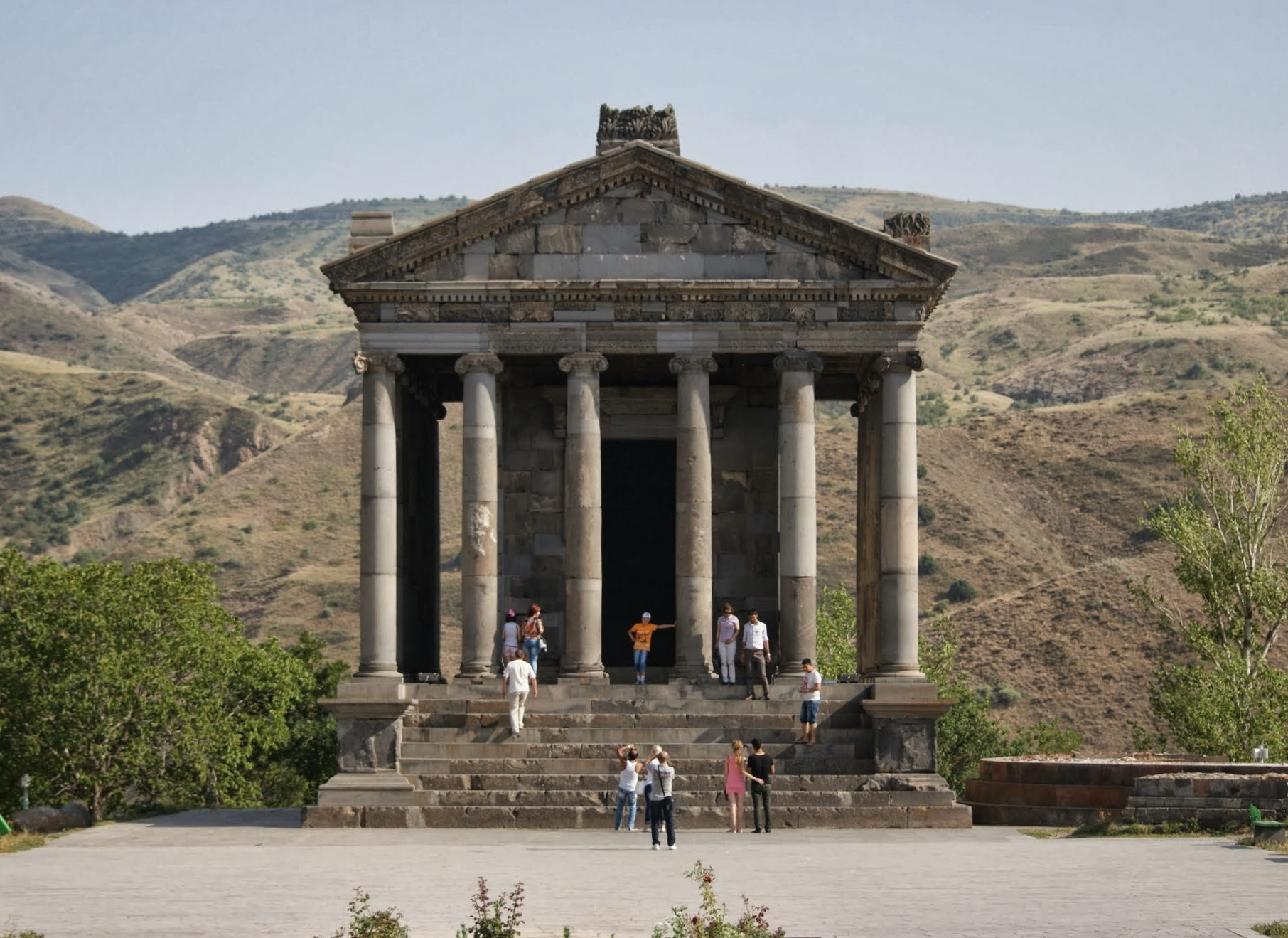
Vista frontale
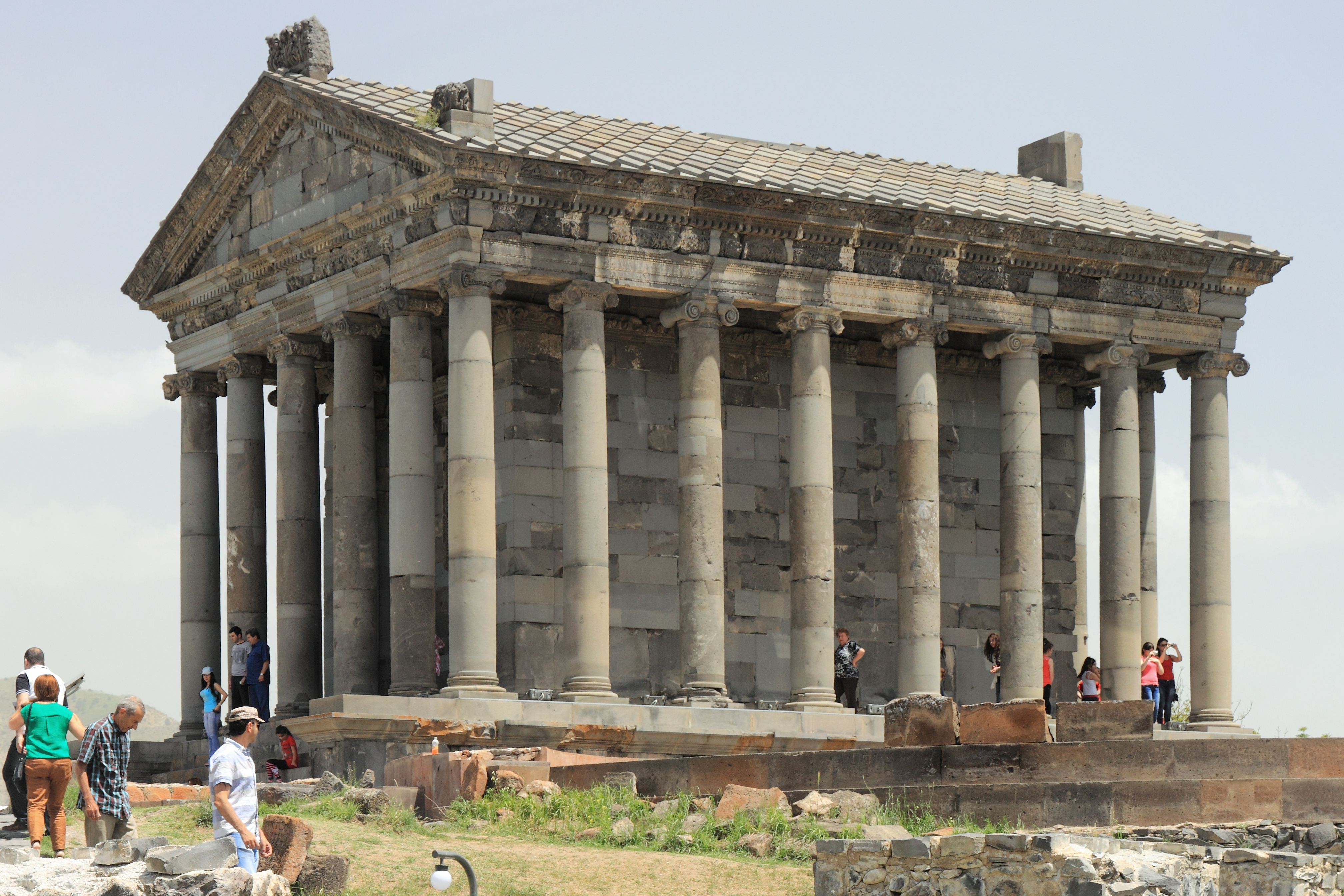
Vista laterale
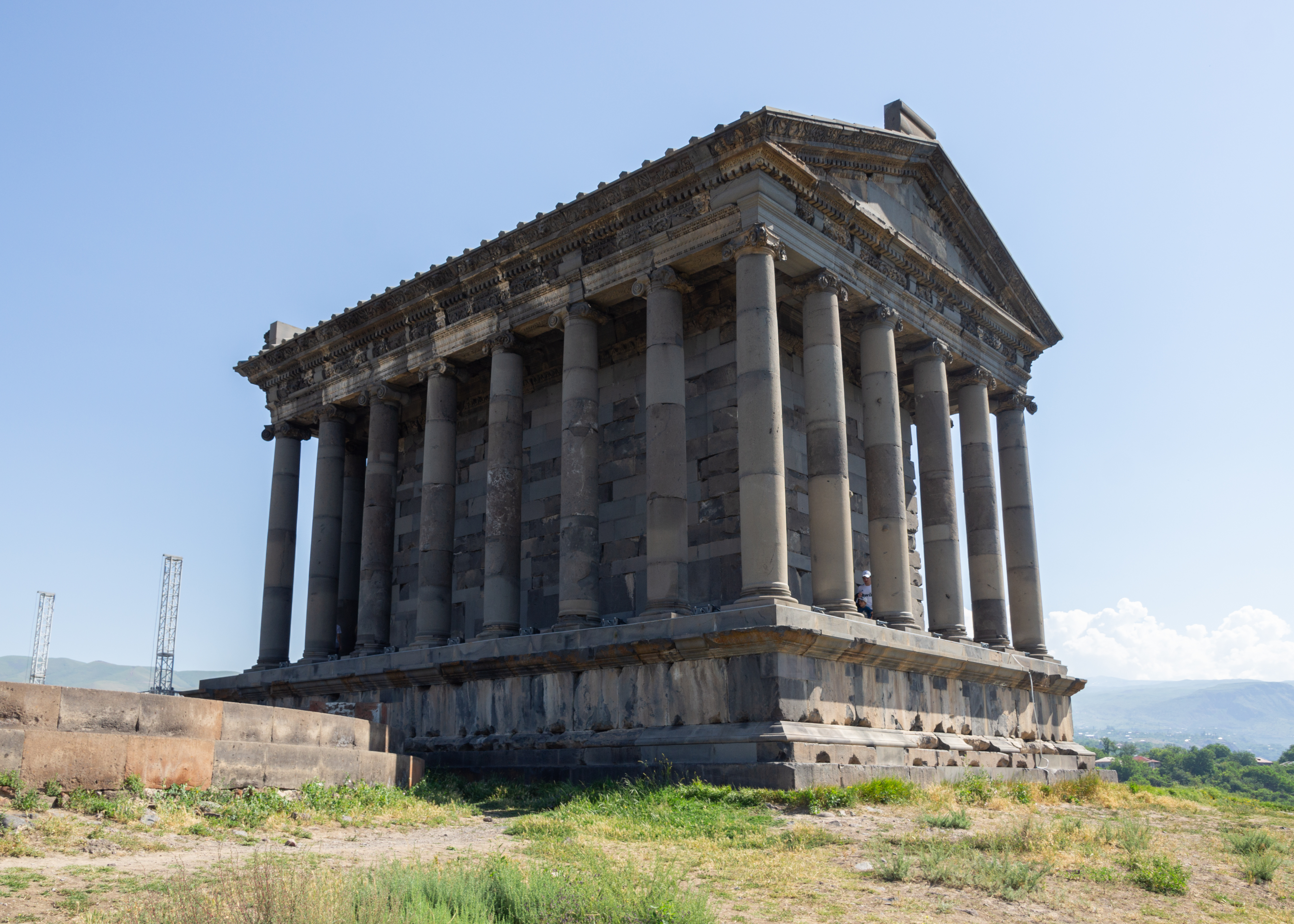
Vista del retro

### Generalità
Il tempio segue lo stile dell'architettura greca classica che iniziò a svilupparsi nel VII secolo a.C. Gli studiosi lo hanno variamente descritto come greco, romano o greco-romano, collegando generalmente all'arte ellenistica, spesso specificando caratteristiche speciali e l'influenza locale armena. Alcuni studiosi hanno enfatizzato l'influenza armena sulla sua architettura definendolo "Armeno-Ellenico" (Sahinian), mentre altri hanno completamente escluso questo punto di vista, definendolo "una struttura aliena sul territorio armeno". Toros Toramanian, per esempio ha evidenziato la singolarità del tempio come edificio in stile romano sull'Altopiano armeno e "rimarca come essenzialmente la costruzione di Garni non abbia avuto essenzialmente alcuna influenza sull'architettura armena contemporanea o successiva." D'altra parte Sahinian lo definì un "prodotto della arte costruttiva-architetturale del periodo ellenistico" assomiglia del tutto al tempio urarturiano di Muṣaṣir del IX secolo a.C.
Il tempio è un periptero (un tempio circondato da un portico colonnato) costruito su un podio elevato. È stato costruito con pietra in basalto grigio estratto localmente. Il tempio è formato da un pronao e una cella (naos). Il tempio è supportato da un totale di 24 colonne alte 6,54 m di ordine ionico: sei di fronte, sei sul retro e otto sui lati (le colonne d'angolo sono contate due volte). Basandosi su un'analisi comparativa Sahinian ritiene che le colonne provengano dall'Asia Minore.

### Esterno

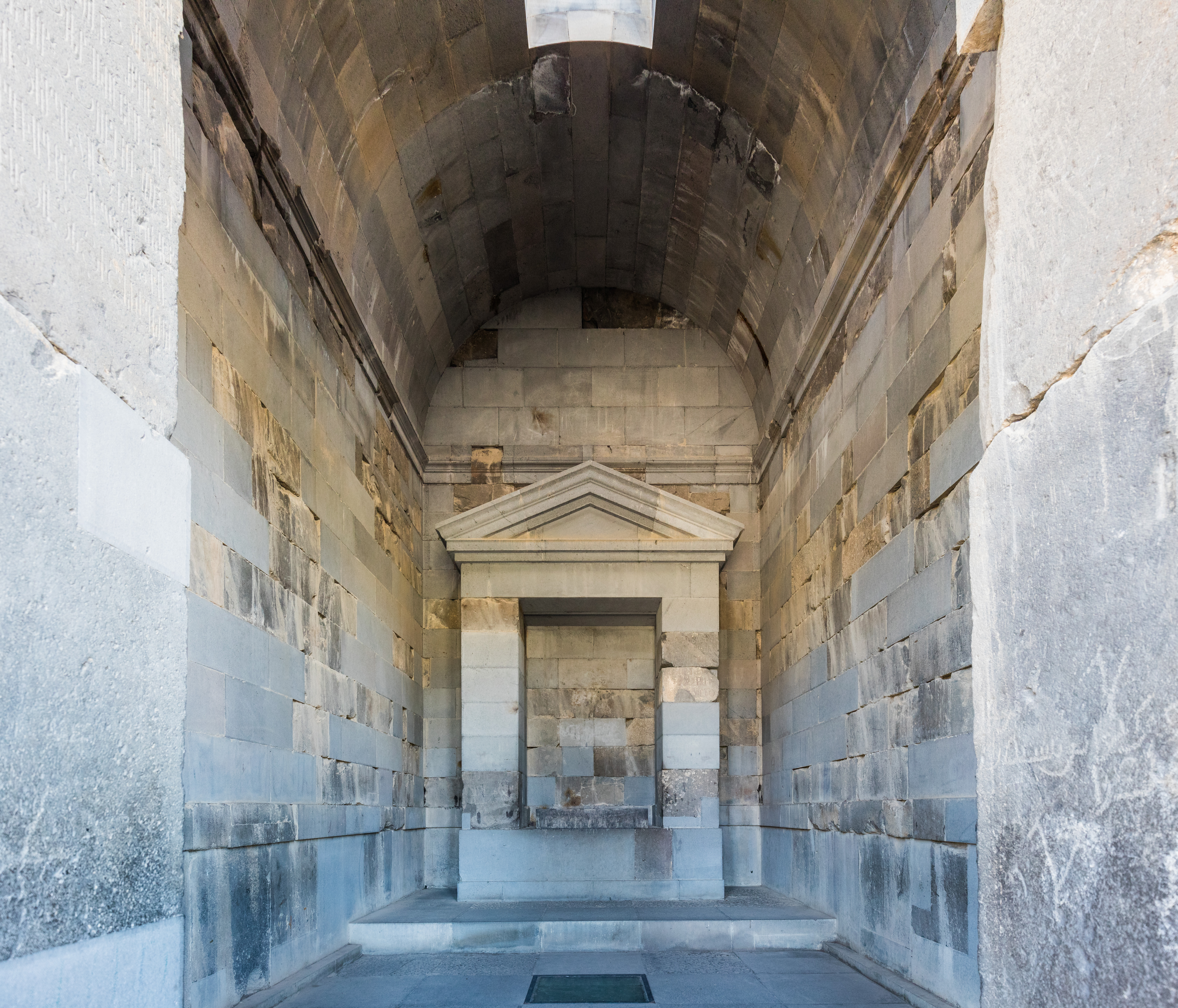
La cella

Il frontone triangolare ritrae piante e figure geometriche. La scala ha nove scalini inusualmente alti (30 cm), circa il doppio del solito. Tananyan suggerisce che questo possa essere voluto per inspirare un senso di umiltà nelle persone fisiche e per richiedere uno sforzo fisico per raggiungere l'altare. Su entrambi i lati della scala ci sono dei piedistalli rozzamente squadrati. Su entrambi è scolpito Atlante, il titano che sostiene la terra, in una maniera che sembra che sostenga il tempio sulle sue spalle. Si assume che originariamente i piedistalli sostenessero altari sacrificali.
L'esterno del tempio è riccamente decorato. I fregi ritraggono una linea continua di acanti. Inoltre sono ornati i capitelli, architravi e il soffitto. Sulle pietre della cornice fontale si proiettano sculture di teste di leone. Un frammento dell'architrave che porta una testa di leone è stata rimossa dal capitano J. Buchan Telfer alla fine del XIX secolo e donata da lui al British Museum in 1907.

Fregi
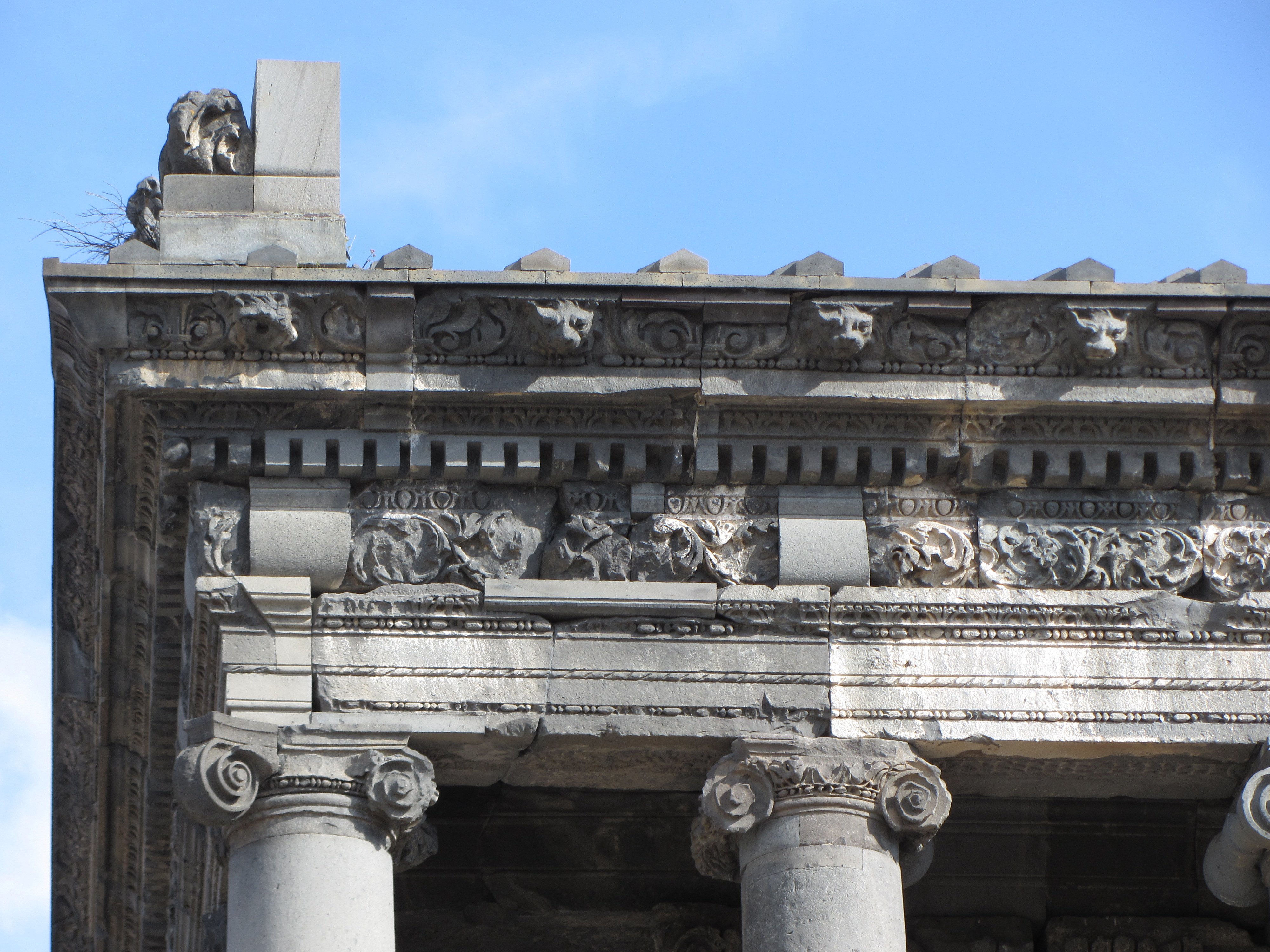
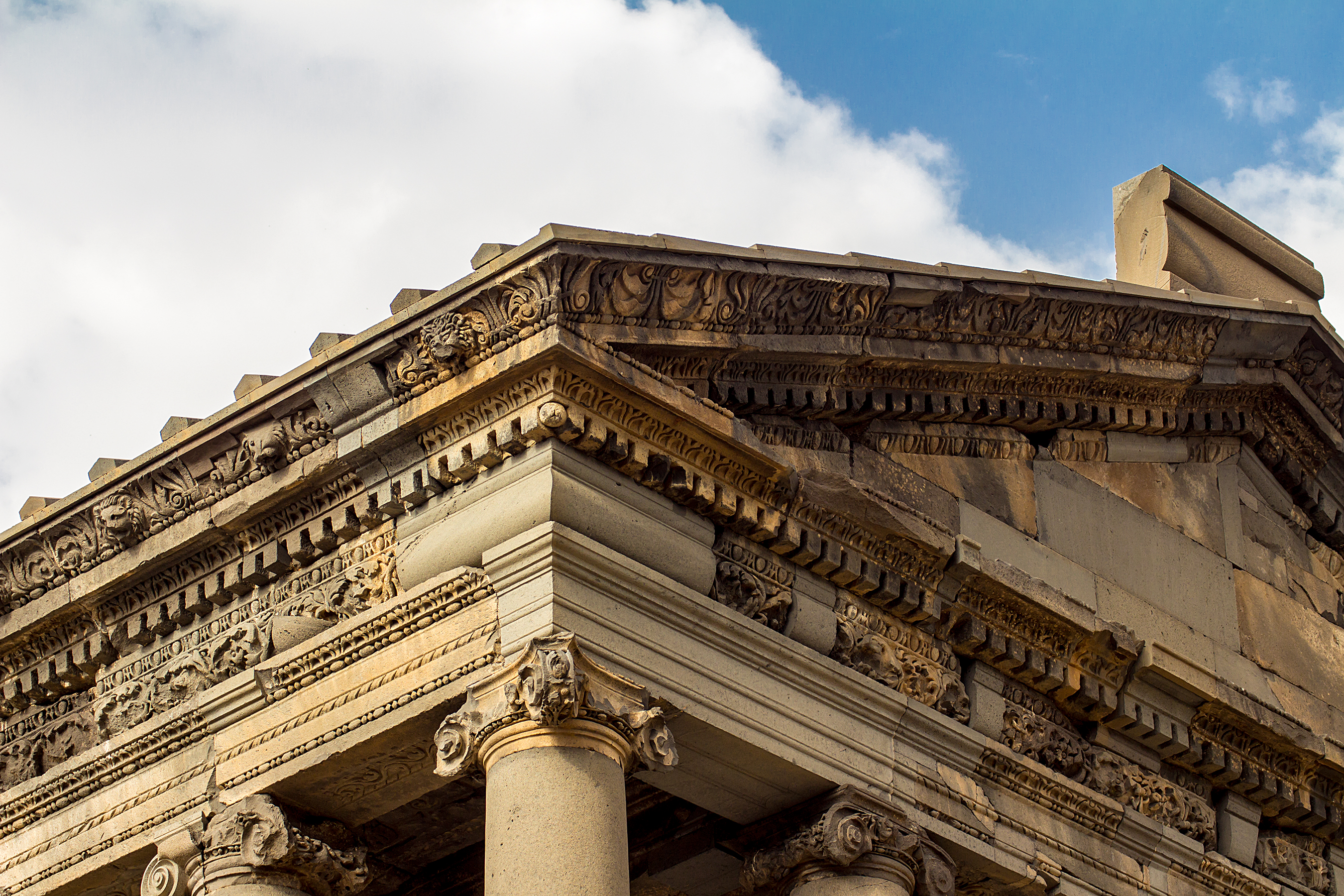
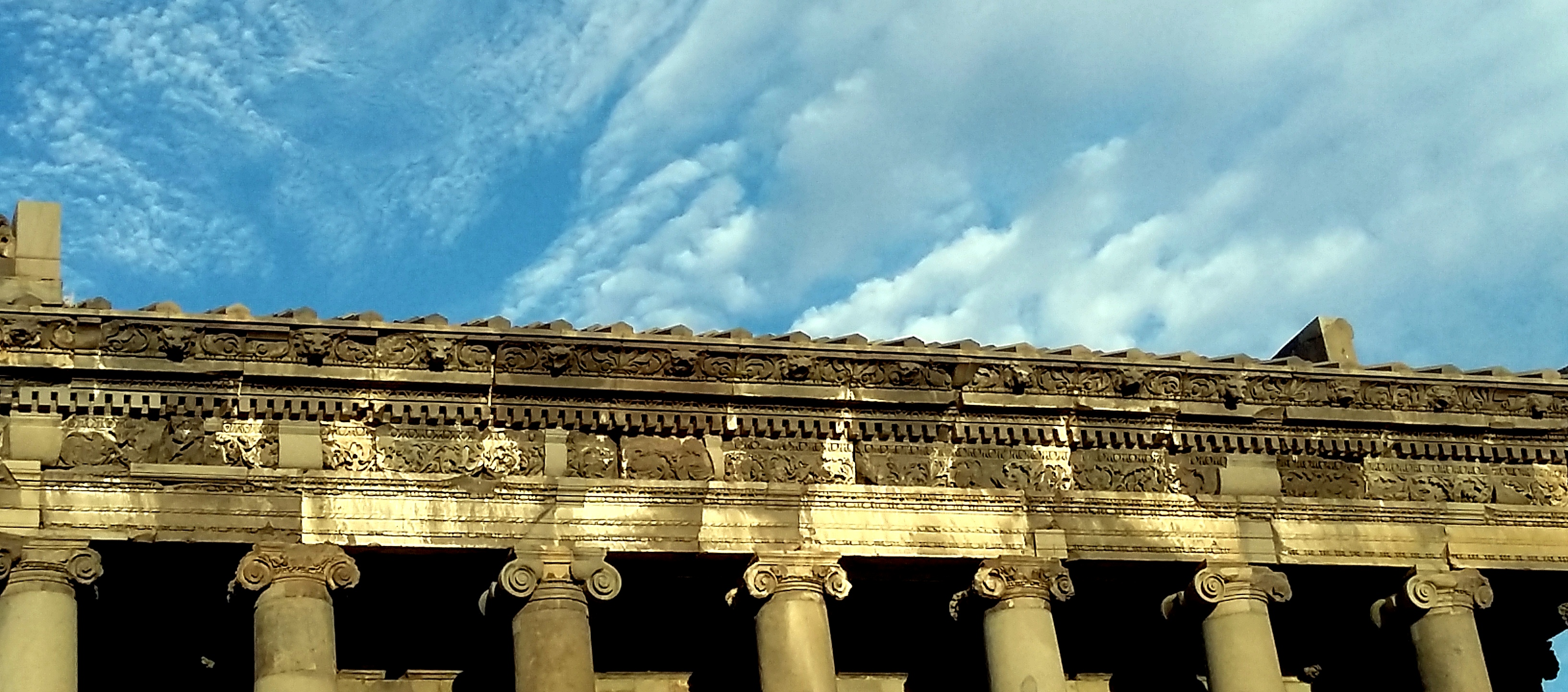

### Cella
La cella del tempio è alta 7,132 m, lunga 7,98 m e larga 5,05 m . A causa delle sue dimensioni relativamente piccole è stato proposto che anticamente contenesse una statua e le cerimonie fossero tenute all'esterno. La cella è illuminata da due fonti: l'ingresso sproporzionatamente grande di 2,29 per 4,68 m e l'apertura del tetto di 1,74 per 1,26 m.

## Stato e uso corrente

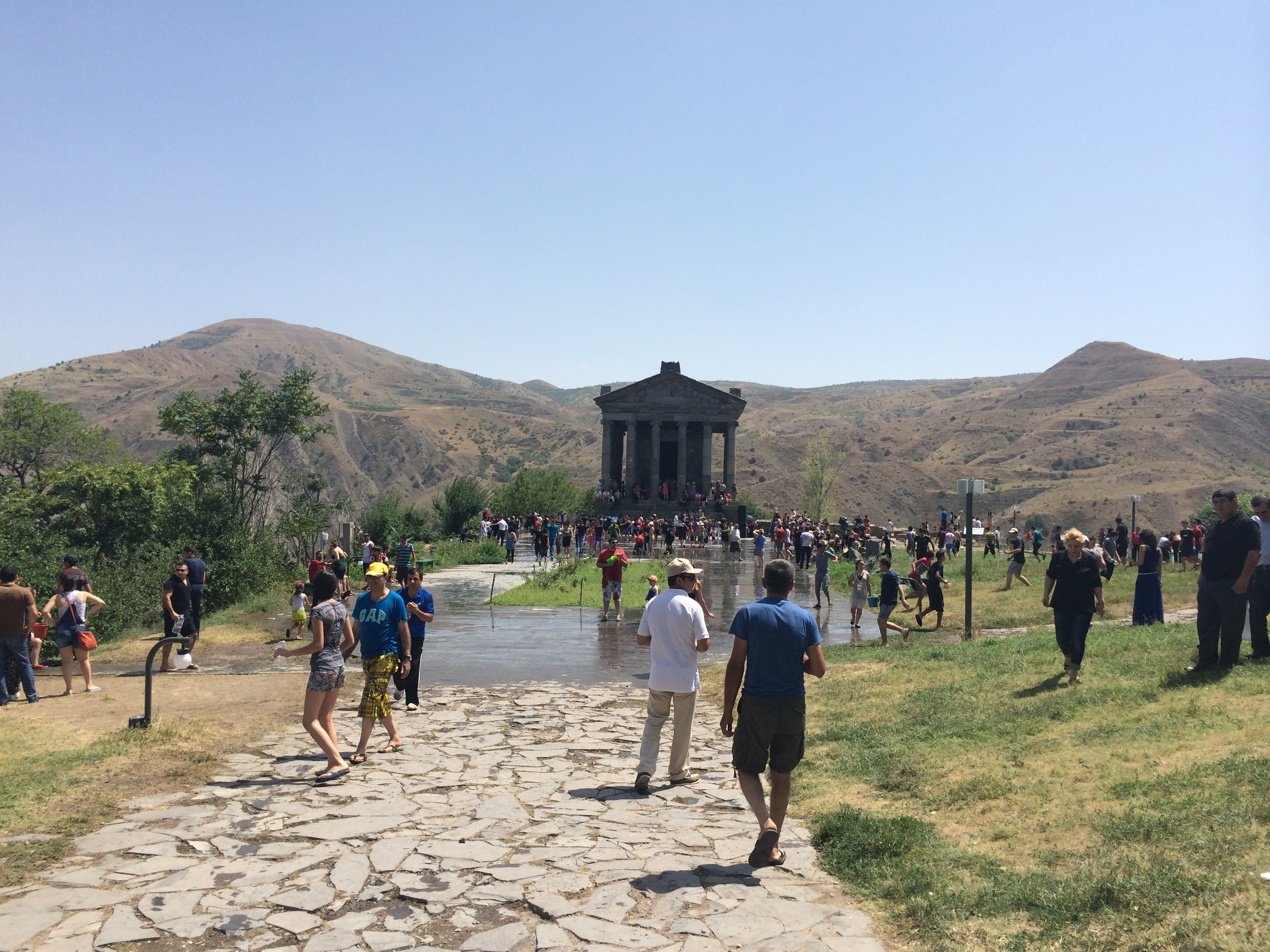
Il Vardavar, un popolare festival estivo di origine pagane pre-cristiane, viene celebrato vicino al tempio nel 2014

### Attrazione turistica
Il tempio è la più significativa struttura armena dell'epoca pre-cristiana ed è diventato un simbolo di quest'era. Inoltre è il solo edificio colonnato rimasto in Armenia e nella precedente Unione Sovietica. Divenne una destinazione turistica anche prima del suo restauro negli anni 1970. Oggigiorno è, con il vicino monastero di Geghard, una delle principali attrazioni turistiche in Armenia. La maggior parte delle persone che visitano Garni visitano anche Geghard. I due siti sono spesso noti collettivamente come Garni-Geghard (Գառնի-Գեղարդ). Nel 2013 circa 200000 persone visitarono il tempio. Tra i visitatori ci sono stati il presidente cipriota Demetris Christofias, la first lady polacca Anna Komorowska, il presidente austriaco Heinz Fischer, il cantante d'opera Montserrat Caballé, il presidente greco Karolos Papoulias, le personalità televisive Khloé e Kim Kardashian, e il commediografo statunitense Conan O'Brien. O'Brien che visitò il tempio nell'ottobre 2015 con la sua assistente armena Sona, filmò un episodio che includeva danze al tempio di Garni. L'episodio fu trasmesso sul suo late-night talk show il 17 novembre 2015 e fu visto da 1,3 milioni di spettatori.

### Conservazione
Il tempio e la fortezza fanno parte del Riserva museale culturale e storica di Garni (in armeno «Գառնի» պատմա-մշակութային արգելոց-թանգարան?), che occupa 3,5 ettari (8,6 acri) ed è supervisionata dal Servizio per la protezione dell'ambiente storico e riserve museali culturali, un'agenzia dipendente dal Ministero della cultura della Repubblica di Armenia. La lista degli oggetti intangibili storici e dei monumenti culturali della zona comprende 11 elementi nell'area.

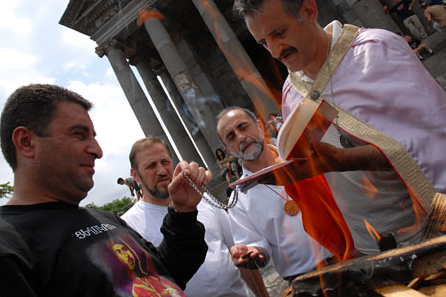
Un rituale neopagano di fronte al tempio

In un sondaggio del 2006, oltre tre quarti dei visitatori valutarono lo stato di conservazione di Garni come "buono" o "molto buono". Nel 2011 l'UNESCO assegnò al Museo-Riserva di Garni il premio internazionale Melina Mercuri per la protezione e la gestione di panorami culturali per le "misure intraprese per preservare le sue vestigia culturali e l'enfasi messa nello sforzo di interpretare ed aprire il sito per visitatori nazionali ed internazionali."

### Santuario neopagano
Dal 1990, il tempio è stato il santuario principale dei seguaci del Neopaganesimo armeno, che tengono annualmente cerimonie al tempio, specialmente il 21 marzo, il nuovo anno pagano. In quel giorno, che coincide con Nawrūz, il nuovo anno iraniano, i neopagani armeni celebrano il compleanno del dio del fuoco, Vahagn. Celebrazioni neopagane si tengono anche durante il festival estivo di Vardavar, che ha origini pagane pre-cristiane.

### Eventi degni di nota
La piazza di fronte al tempio è a volte usata come sito per concerti. Nel 1985 il festival musicale della tv sovietica Pesnja goda ("Canzone dell'anno") fu registrato presso il tempio. Un altro concerto degno di nota fu tenuto il 2 luglio 2004 dall'Orchestra da camera nazionale armena, condotta da Aram Gharabekian. L'orchestra suonò opere di Aram Il'ič Chačaturjan, Komitas, Edvard Mirzoyan, Strauss, Mozart e altri compositori.

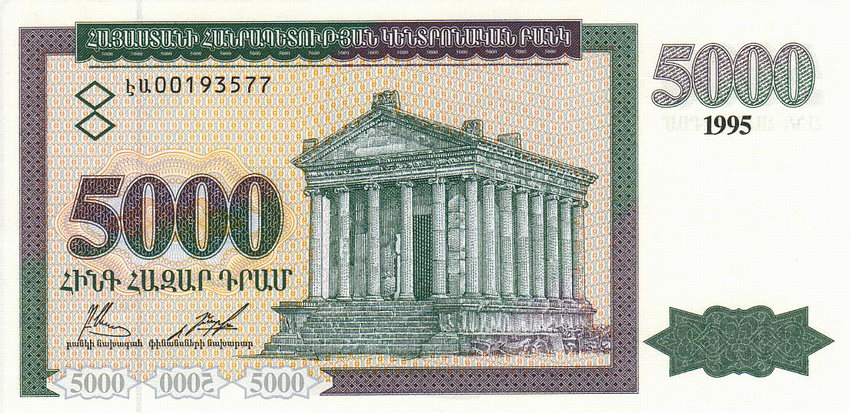
Verso della banconota da 5000 Dram armeni (1995–2005).

La torcia dei primi Giochi pan-armeni fu accesa vicino al tempio il 28 agosto 1999.

### Rappresentazioni
Il tempio compare sul retro della banconota da 5000 Dram armeni in uso dal 1995 al 2005.

## Incidenti
Il 25 settembre 2014 Maksim Nikitenko, un turista russo ha deturpato il tempio scrivendo con della vertice spray "В мире идол ничто" (letteralmente "Nel mondo, l'idolo non è niente"). La scritta venne cancellata qualche giorno dopo. Il servizio di stato armeno per la protezione delle riserve storiche e culturali ha fatto causa contro Nikitenko nel febbraio 2015, chiedendo il risarcimento del danno risultato dal vandalismo, quantificato in 839.390 Dram armeni (~$1,760). Nell'aprile 2015 la corte della provincia di Kotayk ha condannato Nikitenko a due mesi di detenzione e a una multa per l'ammontare richiesto dal servizio di stato armeno.

### Approfondimento
1. ↑  Chiamato anche Գառնու/Գառնիի հեթանոսական տաճար Gaṙnu/Gaṙnii het’anosakan tačar, letteralmente "tempio pagano di Garni".
2. ↑  in armeno Գառնիի ամրոց?, Gařnii amrots o Գառնու ամրոց, Gařnu amrots
3. ↑  "on a block of basalt 165 cm long, 50 cm high, and 79–80 cm thick; the letters are about 5 x 5.5 cm in size."[2]
4. ↑  Questa data venne proposta da Alexander Sahinian[11] ed ha guadagnato un consenso generale.[12] Lo storico di inizio MedieovoMovses Khorenatsi attribuisce erroneamente l'iscrizione a Tiridate III.[10]
5. ↑  Dopo le campagne armeno-partiche di Corbulone (58–63) fu firmato un trattato di pace per cui Tiridate sarebbe stato incoronato da Nerone diventando un alleato di Roma.[13] In cambio Roma riconobbe l'indipendenza dell'Armenia.[14]
6. ↑  Khatchadourian scrive che la "struttura è generalmente considerata un tempio dedicato al dio Mihr".[4]
7. ↑  La data tradizionale è il 301,[23] proposta per prima da Mikayel Chamchian.[24] Un numero crescente di autori sostiene che la data corretta è il 314 sulla base dell'editto di Milano.[25][26] Elizabeth Redgate scrive che "il consenso degli studiosi è di preferire circa il 314."[27]
8. ↑  "I monumenti di Garni sono le sole vestigia dell'architettura pagana in Armenia conosciuta. [...] Le rovine più importanti sono quelle del tempio"[29]

"All'adozione della cristianità come religione di stato, tutte le strutture di culto pagane (eccetto il tempio di Garni) furono spietatamente distrutte"[30]

"Il solo tempio pagano rimanente in Armenia, a Garni"[31]

"Գառնիի ճարտարապետական համալիրի անգին զարդն է տաճարը՝ հեթանոս հայության ճարտարապետական ժառանգությունից պահպանված միակ հիշատակարանը"[32]

"L'obliterazione delle vestigia pagane fu così completa che non resta alcun tempio o architettura o documentazione ... l'unica eccezione è il tempio di Garni"[28]
9. ↑  Descritto come:
  - "Il solo edificio colonnato rimasto in tutta l'Unione Sovietica"[63]
  - "Il solo tempio greco-romano rimasto eretto in tutta l'Unione Sovietica"[64]
  - "il solo tempio pagano di tipo ellenico sul territorio dell'Unione Sovietica"[65]

Rimane almeno un tempio greco in rovina in Ucraina. Sul sito di Olbia Pontica sul Mar Nero c'è un tempio ionico di Apollo risalente al IV-II secolo a.C..[66][67]

### Bibliografiche
1. ↑   181 112 021 645/https://elevationmap.net/marzpetuni-street-garni−2 215-armenia?latlngs=%2 840,112328,44,730308000000036%29#menu2 Garni, Armenia, su elevationmap.net. URL consultato l'8 luglio 2 018 (archiviato dall'url originale il 12 novembre 2 018).
2. 1 2 3 4 5  Russell 1987, p. 269.
3. 1 2   Robert H. Hewsen, Armenia: A Historical Atlas, Chicago, University of Chicago Press, 2001,  p. 62, ISBN 0-226-33228-4.
«un grande edificio in stile ionico, generalmente considerato un tempio è il solo sopravvissuto, e il fatto che nel VII secolo una chiesa fu costruita al suo fianco piuttosto che al suo posto, suggerisce che fu più probabilmente la tomba di un re di Armenia incoronato da Roma, forse Tiridate I (51–60; 63-p. 75) o Sohaimos of Emesa (140–160).»
4. 1 2 3 4 5 6 7 8 9  Khatchadourian 2008, p. 252.
5. ↑   Vahan Kurkjian, A History of Armenia, New York, Armenian General Benevolent Union of America, 1964  [1958],  p. 95.
6. 1 2 3  Kiesling 2000, p. 51.
7. ↑  Tananyan 2014, pp. 31-32.
8. ↑  Russell 1987, pp. 269-270.
9. ↑  (HY) Poghos Ananian, Գառնիի Յունարէն արձանագրութիւնը [Le iscrizioni greche di Garni], in Bazmavep, vol. 152, San Lazzaro degli Armeni, Mekhitarist Order, 1994,  p. 111. citato e tradotto in Nersessian 2001, p. 103.
10. 1 2 3  Nersessian 2001, p. 101.
11. ↑  (HY) Alexander Sahinian, Գառնիի անտիկ կառույցների ճարտարապետությունը [Architetture delle antiche costruzioni di Garni], Yerevan, Armenian SSR Academy of Sciences Publishing, 1983.
12. ↑  Tananyan 2014, pp. 33-34.
13. ↑   Stephen Dando-Collins, The Great Fire of Rome: The Fall of the Emperor Nero and His City, Cambridge, Massachusetts, Da Capo Press, 2010,  p. 15, ISBN 978-0-306-81890-5.
14. ↑  Tananyan 2014, p. 34.
15. 1 2  Tananyan 2014, p. 35.
16. 1 2 3   Hamlet Petrosyan, Symbols of Armenian Identity: The Temple, in Abrahamian, Levon; Sweezy, Nancy (a cura di), Armenian Folk Arts, Culture, and Identity, Bloomington, Indiana University Press, 2001,  p. 43, ISBN 978-0-253-33704-7.
«Il solo tempio ellenistico, il magnifico tempio colonnato ionico di Garni fu costruito nel I secolo d.C. e dedicato al dio del sole, Mithra (Mihr in armeno).»
17. ↑  Bauer-Manndorff 1981, p. 72.
18. 1 2 3  Tananyan 2014, p. 39.
19. ↑   Arshag Fetvadjian, Architecture in Armenia, in Vahan Kurkjian (a cura di), A History of Armenia, New York, Armenian General Benevolent Union of America, 1964  [1958],  p. 426.
20. ↑  Riportato da Kamilla Trever citata in  Henry Field e Kathleen Price, Archaeological News, Russia, in American Journal of Archaeology, vol. 54, n. 4, 1950,  p. 427, DOI:10.2307/501010.
21. ↑   R. D. Wilkinson, A Fresh Look at the Ionic Building at Garni, in Revue des Études Arméniennes, XVI, 1982,  pp. 221-244.
22. ↑  Russell 1987, p. 270.
23. ↑   Peter Balakian, The Burning Tigris, New York, HarperCollins, 2009,  p. 29, ISBN 978-0-06-186017-1.
24. ↑  Panossian 2006, p. 106.
25. ↑  Panossian 2006, p. 42.
26. ↑   Hastings, Adrian, Mason, Alistair e Pyper, Hugh (a cura di), The Oxford Companion to Christian Thought, Oxford University Press, 2000,  p. 39, ISBN 978-0-19-860024-4.
27. ↑   A. E. Redgate, The Armenians, Oxford, Blackwell Publishing, 2000,  p. 314, ISBN 978-0-631-22037-4.
28. 1 2   Agop Jack Hacikyan, Basmajian, Gabriel, Franchuk, Edward S. e Ouzounian, Nourhan, The Heritage of Armenian Literature: From the Oral Tradition to the Golden Age, Detroit, Wayne State University Press, 2000,  p. 80, ISBN 978-0-8143-2815-6.
«L'obliterazione delle vestigia pagane fu così completa che non è rimasto praticamente alcun resto di tempio o architettura o documento ... La sola eccezione è il tempio di Garni...»
29. ↑   Sirarpie Der Nersessian, The Armenians, New York, Praeger, 1969,  p. 99.
«The monuments of Garni are the only vestiges of the pagan architecture of Armenia known to us. [...] The most important ruins are those of the temple built during the reign of Trdat I, shortly after ad 66, and which had survived until it was destroyed by an earthquake in 1679.»
30. ↑  (HY) Vahagn Grigoryan, Հայաստանի ճարտարապետության պատմության հիմնովին վերանայման խնդիրը [The Problem of Fundamental Revising the History of Armenian Architecture], in Patma-Banasirakan Handes, n. 1, 2014,  p. 20. URL consultato l'8 luglio 2018 (archiviato dall'url originale il 4 marzo 2016).
31. ↑   Michael Berman, The Shamanic Themes in Armenian Folktales, Newcastle upon Tyne, Cambridge Scholars Publishing, 2008,  p. 34, ISBN 978-1-84718-621-8.
32. 1 2  Tananyan 2014, p. 31.
33. ↑  "Il tempio pagano di Garni, dedicato al dio Mihr, costruito da re Tiridate I nel 77 d.C. circa, è il solo edificio ellenistico sopravvissuto" in Nersessian 2001, p. 100.
34. 1 2   Deirdre Holding, Armenia: with Nagorno Karabagh, 4th, Bradt Travel Guides, 2014  [2003],  p. 40, ISBN 978-1-84162-555-3.
«Di gran lunga il più conosciuto edificio pre-cristiano, è il solo esempio sopravvissuto di architettura greco-romana in Armenia, costruito a Garni......»
35. 1 2 3  Tananyan 2014, p. 32.
36. ↑  (HY) B.N. Arakelian e G.H. Karakhanian, Գառնի. 1949-1956 պեղումների արդյունքները [Garni. Volume III: Results of excavations of 1949-1956], Yerevan, Armenian SSR Academy of Sciences Publishing, 1962,  p. 45.
37. ↑  (HY) Tadevos Hakobyan, Երևանի պատմությունը (1500–1800 ԹԹ.) [History of Yerevan (1500-1800)], Yerevan State University Press, 1979,  p. 327.
«...երկրաշարժը տեղի է ունեցել 1679 թվականի հունիսի 4-ին։»
38. ↑   E. Guidoboni, R. Haroutiunian e A. Karakhanian, The Garni (Armenia) large earthquake on 14 June 1679: a new analysis, in Journal of Seismology, vol. 7, n. 3, Kluwer Academic Publishers, 2003,  p. 302, DOI:10.1023/A:1024561622879.
39. ↑   Mourad Hasrat'yan, The medieval earthquakes of the Armenian Plateau and the historic towns of Ayrarat and Shirak (Dvin, Ani, Erevan), in Annali di Geofisica, vol. 38, 5–6, Italian National Institute of Geophysics, 1995,  p. 721.
40. ↑  Lang 1970, p. 146.
41. ↑  Khatchadourian 2008, p. 251.
42. ↑   James Morier, A second journey through Persia, Armenia, and Asia Minor, to Constantinople, between the year 1810 and 1816, London, Longman, 1818,  p. 339–340.
43. ↑  Rovine del tempio possono essere viste sul promontorio a sinistra, Porter 1821, p. 624
44. ↑  Porter 1821, p. 627.
45. ↑  Strzygowski 1918, p. 13.
46. ↑  Foto a colori prima della ricostruzione possono essere vite a (HY) Գառնու տաճարի ավերակները, su charkhchyan.wordpress.com. URL consultato l'8 luglio 2018..
47. ↑  Strzygowski 1918, p. 344.
48. 1 2  Khatchadourian 2008, p. 256.
49. 1 2 3 4 5  Tananyan 2014, p. 33.
50. ↑  (FR) Patrick Donabédian, Les architectes de l’Arménie médiévale usaient-ils de dispositifs parasismiques?, in Revue des Études Arméniennes, 2012,  p. 172.
«On pourrait en dire autant du temple antique de Garni, dont une partie des maçonneries a été jetée dans le ravin lors du séisme de 1679 (puis remontée avant sa reconstruction en 1969-75 par Alek‘sandr Sahinyan).»
51. 1 2  (HY) "Գառնի" պատմա- մշակութային արգելոց-թանգարան ["Garni" Historical-Cultural Museum-Reservation], in hushardzan.am, Service for the Protection of Historical Environment and Cultural Museum-Reservations, Ministry of Culture of the Republic of Armenia. URL consultato l'8 luglio 2018 (archiviato dall'url originale il 13 febbraio 2018).
52. 1 2  Tananyan 2014, p. 37.
53. ↑  Sebbene a prima vista il tempio di garni sembra alieno all'architettura armena, non è puramente ellenistico perché segue anche antiche tradizioni locali, in Bauer-Manndorff 1981, p. 65.
54. ↑  Tananyan 2014, pp. 41-42.
55. ↑  Khatchadourian 2008, p. 272.
56. ↑   Alekʻsandr Sahinyan, Gaṛnii antik kaṛuytsʻneri chartarapetutʻyuně [Architettura delle antiche strutture di Garni], Armenian SSR Academy of Sciences Publishing, 1983,  p. 235.
«PerciòThus, la composizione a periptero del tempio di Garni, come prodotto dell'arte architetturale-costruttiva del periodo ellenistico, per la sua intera struttura sembra il tempio Urarturiano di Musasir (circa IX secolo a.C.).»
57. 1 2 3   Babken Arakelyan, Excavations at Garni, 1949–1950, in Alekseyev, Valery (a cura di), Contributions to the archaeology of Armenia, Cambridge, Massachusetts, Peabody Museum of Archaeology and Ethnology, 1968,  p. 22.
«Il tempio è un periptero, costruito su un alto pido, con 24 colopnne ioniche, 6 di fronte, 6 sul retro e 8 su ogni lato. Le colonne d'angolo sono contate due volte. È costruito in basalto gritio scavato a Garni.»
58. ↑  Tananyan 2014, p. 41.
59. 1 2 3 4 5  Tananyan 2014, p. 38.
60. ↑   Fragment of a carved black basalt frieze, su britishmuseum.org, British Museum.
61. ↑  Tananyan 2014, pp. 38-39.
62. ↑   Jamie Stokes (a cura di), Armenians, in Encyclopedia of the Peoples of Africa and the Middle East, Infobase Publishing, 2009,  p. 62, ISBN 978-1-4381-2676-0.
«Nonostante la scarsità di architetture pre-cristiane rimaste, diversi siti hanno permesso agli archeologi di imparare qualcosa sullo schema generale degli edifici pre-cristiani in Armenia. Il più importante di questi è il sito di Garni...»
63. ↑   Adam T. Smith, 'Yerevan, My Ancient Erebuni': Archaeological Repertoires, Public Assemblages, and the Manufacture of a (Post-)Soviet Nation, in Charles W. Hartley, G. Bike Yazicioğlu, Adam T. Smith (a cura di), The Archaeology of Power and Politics in Eurasia: Regimes and Revolutions, Cambridge University Press, 2012,  p. 65, ISBN 978-1-107-01652-1.
«L'unico tempio-tomba di Garni, appena a est di Yerevan – il colo edificio colonnato greco-romano in tutta l'Unione Sovietica.»
64. ↑   Dickran Kouymjian, Temple of Garni, su armenianstudies.csufresno.edu, California State University, Fresno Armenian Studies Program (archiviato dall'url originale il 28 maggio 2013).
«Fu ripristinato negli anni 1970 e si distingue per essere il solo tempio greco-romano rimasto eretto in tutta l'Unione Sovietica.»
65. ↑  (RU) Mark Krymskiy, Старая Армения, Gazeta.ru, 3 febbraio 2011.
«...храм Гарни --единственный на территории СССР языческий храм эллинистического типа...»
66. ↑   M. L. Bernhard e Z. Sztetyłło, OLBIA Ukraine., su The Princeton Encyclopedia of Classical Sites, 1976.
«...Un tempio di Apollo Delphinios (30-35 x 16 m) del IV-II secolo a.C completamente circondati da un portico di colonne ioniche...»
67. ↑   Nigel Wilson, Olbia, in Encyclopedia of Ancient Greece, Routledge, 2013,  p. 510, ISBN 978-1-136-78800-0.
«...il tempio ionico di Apollo Delphinios...»
68. ↑  Lang 1970, p. 144.
69. ↑   Matthew Karanian, Beyond Geghard And Garni, in Asbarez, 8 maggio 2013.
«First-time travelers to Armenia seem to always end up at Echmiadzin, Khor Virap, Geghard, and Garni.»
70. ↑   The number of foreign tourists visiting Armenia expected to surge to one million, ARKA News Agency, 30 giugno 2014.
«Foreign tourists usually visit the pagan temple of Garni, Geghard Monastery, Holy Etchmiadzin and Lake Sevan.»
71. 1 2   Anna Alberini e Alberto Longo, Combining the travel cost and contingent behavior methods to value cultural heritage sites: Evidence from Armenia, in Journal of Cultural Economics, vol. 30, n. 4, Springer Science+Business Media, 2006,  p. 293.
72. ↑  (HY) Գառնի-Գեղարդ. Հայաստանի մարգարիտները՝ իրենց գույներով, in azatutyun.am, Radio Free Europe/Radio Liberty, 16 maggio 2012.
73. 1 2   Sara Petrosyan, Crime of Culture: Government Neglect and New Café Ensure that Garni Will Never Become a UNESCO World Heritage Site, in Hetq Online, 21 febbraio 2014. URL consultato l'8 luglio 2018 (archiviato dall'url originale il 16 ottobre 2016).
74. ↑   With warm feelings and bright impressions, in Hayastani Hanrapetutyun, 8 luglio 2009.
75. ↑   Rita Sargsyan and First Lady of Poland Anna Komarowska visited Garni, in president.am, Office to the President of the Republic of Armenia, 28 luglio 2011.
76. ↑  (HY) Tigran Mehrabyan, Ավստրիայի նախագահ Հեյնց Ֆիշերի այցը Գառնու տաճար և Գեղարդի վանք, PanARMENIAN.Net, 27 giugno 2012.
77. ↑   Siranush Ghazanchyan, Montserrat Caballe visits Garni Temple and Geghard Monastery, Public Radio of Armenia, 12 giugno 2013.
78. ↑   Greek President arriving in Armenia on state visit, in ArmeniaNow, 29 settembre 2014. URL consultato l'8 luglio 2018 (archiviato dall'url originale il 18 maggio 2019).
79. ↑   International Press Coverage of Kim Kardashian’s Visit to Armenia, in civilnet.am, 10 aprile 2015. URL consultato l'8 luglio 2018 (archiviato dall'url originale il 18 aprile 2015).
80. ↑   Conan Dances At The Garni Temple - CONAN on TBS, su youtube.com, Team Coco on YouTube, 18 novembre 2015.
81. ↑   Show Schedule, su teamcoco.com, 17 novembre 2015. URL consultato l'8 luglio 2018 (archiviato dall'url originale il 13 giugno 2018).
82. ↑   #ConanArmenia Scores 1.3 Million Viewers, in Asbarez, 19 novembre 2015. URL consultato l'8 luglio 2018 (archiviato dall'url originale il 25 dicembre 2015).
83. ↑  (HY) Հայաստանի Հանրապետության Կոտայքի մարզի պատմության և մշակույթի անշարժ հուշարձանների պետական ցուցակ, su arlis.am, Armenian Legal Information System, 24 dicembre 2003 (archiviato dall'url originale il 12 gennaio 2015).
84. ↑   Armenian and Palestinian sites share 2011 cultural landscape prize, su unesco.org, UNESCOPRESS, 12 maggio 2011.
85. 1 2  (HY) Ամանորը և Վահագնի ծնունդը՝ մարտի 21-ին, in Aravot, 19 marzo 2011.
«Արորդիների ուխտը 1990–ից ի վեր Ամանորն ավանդաբար տոնում է Գառնիի տաճարում: Այս տարի նույնպես Ամանորի ծիսակատարությունը կսկսվի մարտի 21-ի կեսօրին՝ Գառնիում:»
86. ↑  (HY) Yulia Antonyan, "Արորդիների ուխտ"` նեոհեթանոսությունը Հայաստանում [Neopaganism in Armenia], su religions.am, Religions in Armenia. URL consultato l'8 luglio 2018 (archiviato dall'url originale il 30 marzo 2017).
«Հայաստանում պահպանված և 1975թ. վերականգնված մինչքրիստոնեական Միհր աստծու տաճարը Գառնիում վերածվեց նեոհեթանոսների ծիսակատարությունների հիմնական վայրի:»
87. ↑   Kaarina Aitamurto e Scott Simpson, Sacred Landscapes, in Modern Pagan and Native Faith Movements in Central and Eastern Europe, Routledge, 2014, ISBN 978-1-84465-662-2.
88. ↑   Yulia Antonyan, "Reconstituting" Religion: Neo-Paganism in Armenia. Summary, in Laboratorium: Russian Review of Social Research, n. 1, Saint Petersburg, 2010, ISSN 2078-1938 (WC · ACNP) (archiviato dall'url originale l'11 gennaio 2015).
89. ↑   Hrach Melkumian, Pagan Cult Marks Ancient Festival, RFE/RL, 21 marzo 2002.
90. ↑   Onnik Krikorian, Armenian Festival Combines Paganism and Nationalism, in eurasianet.org, Open Society Institute, 26 luglio 2007. URL consultato l'8 luglio 2018 (archiviato dall'url originale il 14 giugno 2018).
91. ↑   Vardavar Celebrations in Garni, in Hetq Online, 8 luglio 2013.
92. ↑  (RU) Tatyana Kozachenko, Древние храмы из камня в Каменной стране [Ancient stone temples in the Stone country], su Vokrug sveta, 7 febbraio 2012.
93. ↑   Gayane Abrahamyan, Nature Worship: Sounds and sights make a special night in Garni, in ArmeniaNow, 2 luglio 2004.
94. ↑  (HY) Բացօթյա համերգ Գառնիում, in Aravot, 26 giugno 2004.
«Կկատարվի Արամ Խաչատրյան, Կոմիտաս-Ասլամազյան, Էդվարդ Միրզոյան, Շտրաուս, Մոցարտ եւ այլն:»
95. 1 2   Banknotes out of Circulation - 5000 drams, su cba.am, Central Bank of Armenia.
96. ↑   First Pan Armenian Game’s Torch to Be Lit in Garni, in Asbarez, 28 agosto 1999.
97. ↑   Iravunk: Investigation into Russian tourist case continues, in aysor.am, 3 ottobre 2010.
98. ↑  (RU) Турист из Москвы исписал языческий храм в Армении, in Gazeta.ru, 26 settembre 2014.
99. ↑  (HY) ՌԴ քաղաքացին պղծել է Գառնու տաճարը, in A1plus, 26 settembre 2014.
100. ↑  (HY) Գառնիի տաճարի վրա ռուս զբոսաշրջիկի գրառումը մաքրվել է, in Tert.am, 1º ottobre 2014. URL consultato l'8 luglio 2018 (archiviato dall'url originale il 31 ottobre 2014).
101. ↑  (RU) Армения потребовала более $1700 c осквернившего языческий храм россиянина, Interfax, 11 febbraio 2015.
102. ↑  (RU) Гражданин России, исписавший краской храм в Армении, отделался штрафом, REGNUM News Agency, 17 aprile 2015.

### Ulteriori letture
- (RU) Hakob Manandyan, Новые заметки о греческой надписи и языческом храме Гарни, in Bulletin of the Academy of Sciences of the Armenian SSR: Social Sciences, n. 4, 1951,  pp. 9-36. URL consultato l'8 luglio 2018 (archiviato dall'url originale l'8 dicembre 2015).
- (HY) Hrach Bartikian, Գառնիի հունարեն անձանագրությունը և Մովսես Խորենացին [Le iscrizioni greche di Garni e Movses Khorenatsi], in Patma-Banasirakan Handes, n. 3, 1965,  pp. 229-234. URL consultato l'8 luglio 2018 (archiviato dall'url originale l'11 novembre 2016).
- (RU) G. S. Mouradian, Греческая надпись Трдата I, найденная в Гарни [Iscrizione Greca di Tiridate I scoperta in Garni], in Patma-Banasirakan Handes, n. 3, 1981,  pp. 81-94. URL consultato l'8 luglio 2018 (archiviato dall'url originale l'11 novembre 2016).
- (HY) Alexander Sahinian, Գառնիի անտիկ տաճարի կառուցման ժամանակը [Il tempo della costruzione dell'antico tempio di Garni], in Patma-Banasirakan Handes, n. 3, 1979,  pp. 165-181.
- (HY) Alexander Sahinian, Գառնիի անտիկ տաճարի վերակազմության գիտական հիմունքները [Fondamenti scientifici della ricostruzione dell'antico tempio di Garni], in Patma-Banasirakan Handes, n. 4, 1979,  pp. 135-155.
- (HY) Alexander Sahinian, Գառնիի անտիկ տաճարի վերականգնումը [La ricostruzione dell'antico tempio di Garni], in Lraber Hasarakakan Gitutyunneri, n. 10, 1979,  pp. 59-74, ISSN 0320-8117 (WC · ACNP).
- (HY) Alexander Sahinian, Գառնիի անտիկ տաճարի համաչափական համակարգը [Sistema proporzionale dell'antico tempio di Garni], in Lraber Hasarakakan Gitutyunneri, n. 12, 1979,  pp. 76-92, ISSN 0320-8117 (WC · ACNP).
- (HY) Harma Sargsian, Գառնիի հեթանոսական տաճարի վերականգնման ճարտարագիտական հարցերը [Problemi ingegneristici della restaurazione del tempio pagano di Garni], in Lraber Hasarakakan Gitutyunneri, n. 12, 1982,  pp. 70-76, ISSN 0320-8117 (WC · ACNP).
- (HY) Alexander Sahinian, Գառնիի անտիկ կառույցների ճարտարապետությունը [Architettura delle antiche strutture di Garni], Yerevan, Armenian SSR Academy of Sciences Publishing, 1983.
- (RU) Alexander Sahinian, Архитектура античных сооружений Гарни [Architettura delle antiche strutture di Garni], Yerevan, Sovetakan Grogh, 1988.